# Cacatuini
Cacatuini — триба папугоподібних птахів родини какадових (Cacatuidae) підродини какадних (Cacatuinae).

## Роди
До триби Cacatuini належать 4 роди і 14 видів:
- Червоноголовий какаду (Callocephalon) — 1 вид (рід монотиповий)
- Рожевий какаду (Eolophus) — 1 вид (рід монотиповий)
- Какаду-інка (Lophochroa) — 1 вид (рід монотиповий)
- Какаду (Cacatua) — 11 видів